# تونيكا (إلينوي)
تونيكا (بالإنجليزية: Tonica)‏ هي منطقة سكنية تقع في الولايات المتحدة في إلينوي. يقدر عدد سكانها بـ 685 نسمة .

## الموقع الجغرافي
الموقع الجغرافي للمناطق المحيطة بهذه النقطة هو كالتالي:

## أعلام
- آرثر ر. هال
- هربرت سبنسر جينينغز